# Macroagelaius
Macroagelaius is een geslacht van zangvogels uit de familie troepialen (Icteridae).

## Soorten
Het geslacht kent de volgende soorten:
- Macroagelaius imthurni – Goudokseltroepiaal
- Macroagelaius subalaris – Bergtroepiaal